# 藤原實政
藤原實政（日语：／ Fujiwara no Sanemasa，1019年—1093年3月17日）是日本平安時代中期公卿，藤原北家真夏流日野家，父親是從三位式部大輔藤原資業。官位為從二位參議。

## 生涯
實政與曾經擔任文章博士的父親藤原資業一樣，最初也是從事與學問有關的工作，長曆元年（1038年），實政成為文章得業生，其後出任對策。長久2年（1041年），他就任六位藏人。長久3年（1042年），他擔任後朱雀天皇二子尊仁親王（後來的後三條天皇）的尚復，負責復唱侍讀朗讀過的內容。永承5年（1050年），他成為東宮尊仁親王的東宮學士。實政的父親資業以前也曾經擔任敦成親王（後來的後一條天皇）的侍讀，實政也繼承了父親，連續兩代出任侍讀。
實政作為東宮學士，深得尊仁親王的信任，在天喜元年（1053年）東宮御息所藤原茂子誕下長子貞仁親王（後來的白河天皇）時，實政的姊妹藤原惟經之妻便成為了貞仁親王的其中一名乳母。康平7年（1064年），實政成為甲斐守，他在離開平安京前往趁任時，獲尊仁親王送贈其作品，內容為就算實政你前往甲斐，遠離京也好，希望你也不會忘記我。
治曆4年（1068年），尊仁親王即位（即後三條天皇），實政憑其在東宮學士時的功勞而升為正四位下。治曆5年（1069年），他與同樣曾經是尊仁親王的東宮學士的大江匡房一同擔任新東宮貞仁親王的學士，結果實政連續擔任兩代皇室的東宮學士。
後三條天皇即位後對實政的信任一如既往，延久4年12月（1073年），他獲提拔為左中辨。原本應該是由當時擔任權左中辨的藤原隆方出任。然而，隆方以前曾經向實政批評尊仁親王做不了天皇，後三條天皇因此便繞過隆方，讓實政直接出任左中辨。實政成為左中辨後不久，後三條天皇便讓位給貞仁親王（即白河天皇），並且開設院廳，實政則成為院廳別當，然而後三條院很快便駕崩。
白河天皇即位後對實政亦厚待有加，先後在承保4年（1077年）出任藏人頭、承曆4年（1080年）就任從三位參議，位列公卿，最終在永保2年（1082年）升至正三位。
永保4年（1084年），實政成為大宰大貳，他辭去參議一職前往大宰府上任。他憑著在大宰府的功勞，在應德2年（1085年）升至從二位。寬治元年（1087年），大宰府與九州最大的莊園領主宇佐八幡宮發生衝突，宇佐八幡宮的神人向白河院御所指控實政向八幡宮神輿放箭，導致神輿受損。寬治2年（1088年），實政辭去大宰大貳而上洛，最終在同年11月被判流放至伊豆國，其子藤原敦宗也受連坐影響而被免去左少辨的職務。其後，實政在前往伊豆國途中，曾經希望在近江國出家，但是遭到拒絕，最終在寬治7年（1093年）在伊豆國死去。

## 官曆
- 長曆元年（1038年） 12月：文章得業生（日语：紀伝道）
- 長曆2年（1039年） 正月：美作權大掾
- 長久元年（1040年） 12月21日：對策（日语：対策）
- 長久2年（1041年） 正月12日：六位藏人（日语：六位蔵人）
- 長久4年（1043年） 正月：式部少丞
- 長久5年（1044年） 
  - 正月5日：從五位下
  - 12月14日：宮内權大輔
- 永承5年（1050年）
  - 2月：大內記（日语：内記）
  - 11月13日：從五位上
  - 11月25日：東宮學士（日语：東宮学士）
- 永承7年（1052年） 2月26日：東宮學士兼美濃權介
- 天喜4年（1056年） 正月5日：正五位下
- 天喜6年（1058年） 正月：加賀權守
- 康平4年（1061年） 正月5日：從四位下
- 康平7年（1064年） 3月4日：加賀權守兼甲斐守
- 治曆3年（1067年） 正月：從四位上
- 治曆4年（1068年）
  - 4月19日：由於尊仁親王登基而離任東宮學士
  - 7月19日：正四位下
- 治曆5年（1069年）
  - 正月27日：備中守
  - 2月：備中守兼文章博士（日语：文章博士）
  - 4月28日：備中守兼文章博士、東宮學士
- 延久4年（1072年）
  - 7月24日：近江守
  - 12月：左中辨
- 延久5年（1073年） 4月20日：正四位上
- 承保2年（1075年）
  - 閏4月23日：修理左宮城使
  - 6月13日：右大辨
- 承保3年（1076年） 正月20日：氏院別當
- 承保4年（1077年） 正月29日：藏人頭（日语：蔵人頭）
- 承曆元年（1078年） 12月13日：藏人頭兼右京大夫
- 承曆2年（1078年） 
  - 正月：藏人頭兼右京大夫、但馬權守
  - 3月：辭去文章博士
- 承曆4年（1080年） 8月14日：參議
  - 8月22日：左大辨
  - 11月3日：從三位
- 承曆5年（1081年）：勘解由長官
- 永保2年（1082年） 
  - 正月21日：勘解由長官兼讚岐守，正三位
  - 3月27日：勘解由長官兼讚岐守、式部大輔，右京大夫一職被罷免
- 永保4年（1084年） 6月23日：大宰大貳，離任參議。
- 應德2年（1085年） 12月16日：從二位

## 家族
- 父：藤原資業（日语：藤原資業）
- 母：源重文之女（源信明之孫女）
- 妻：藤原國成之女
  - 男子：藤原敦宗（日语：藤原敦宗）
  - 男子：藤原清宗
- 生母不明：
  - 男子：勝源
  - 女子：藤原有信（日语：藤原有信）妻
  - 女子：藤原公實室